# Bifana
La bifana es un sándwich o bocata típico portugués que consiste en un pan relleno de finas tiras de carne de cerdo marinadas y asadas a la parrilla. El marinado incluye ajos, vino blanco, laurel, pimentón y otras especias. De esta manera, la carne queda jugosa y generalmente se sirve caliente sin ningún otro aderezo, aunque algunas personas le añaden mostaza o salsa picante. En el Norte de Portugal, la bifana se realiza con carne de cerdo desmenuzada en vez de filetes.
Este plato tiene su origen en la villa alentejana de Vendas Novas, pero se ha difundido y hoy día es típico en todo el país luso, especialmente en las fiestas patronales. Se sirve a menudo acompañado de una cerveza fría. Es considerado por los portugueses como un «plato nacional» y representativo de su país.
El marinado puede variar ligeramente según la receta, incluyendo limón, vinagre o incluso cerveza, aliños que ablandan la carne.   
El nombre bifana proviene del portugués bife, que significa ‘filete’ o ‘bistec’.   